# Rampage (1987)
Rampage is een Amerikaanse thriller uit 1987 onder regie van William Friedkin.

## Verhaal
Charlie Reece is een ogenschijnlijk doodgewone jongeman bij wie op een dag de stoppen doorslaan. Hij begaat meerdere moorden en drinkt het bloed van zijn slachtoffers als gevolg van paranoïde waanvoorstellingen. De openbare aanklager Anthony Fraser is een fervent tegenstander van de doodstraf. Hij gaat echter beseffen dat Charlie zeker opnieuw zal toeslaan, als hij ooit weer op vrije voeten komt.

## Rolverdeling
| Acteur                  | Personage        |
| ----------------------- | ---------------- |
| Michael Biehn           | Anthony Fraser   |
| Alex McArthur           | Charlie Reece    |
| Nicholas Campbell       | Albert Morse     |
| Deborah Van Valkenburgh | Kate Fraser      |
| John Harkins            | Dr. Keddie       |
| Art LaFleur             | Mel Sanderson    |
| Billy Green Bush        | Rechter McKinsey |
| Royce D. Applegate      | Gene Tippetts    |
| Grace Zabriskie         | Naomi Reece      |
| Carlos Palomino         | Nestode          |
| Roy London              | Dr. Paul Rudin   |
| Donald Hotton           | Dr. Leon Gables  |
| Andy Romano             | Spencer Whalen   |
| Patrick Cronin          | Harry Bellenger  |
| Roger Nolan             | Dr. Roy Blair    |